# Jeffery Xiong
Jeffery Xiong (ur. 30 października 2000 w Plano) – amerykański szachista, arcymistrz od 2014 roku.

## Kariera szachowa
W lipcu 2015 zajął drugie miejsce na US Junior Closed Chess Championships, gdzie zdobył 6,5 pkt z 9 punktów. Zwyciężył w turnieju 7. Saint Louis Grandmaster Invitational, gdzie uzyskał 7 pkt. z 9 punktów możliwych do zdobycia. W lipcu 2016 zwyciężył w B group („Premier”) of the Capablanca Memorial. Miesiąc później wygrał w mistrzostwach świata juniorów, zdobywając 10,5 punktów i wyprzedzając Władisława Artiemjewa o 1 punkt. W marcu 2018 wygrał w St. Louis Spring Classic A grupie z wynikiem 6,5 pkt. nad drugim Dariuszem Świerczem. W następnym roku ponownie zwyciężył, uzyskując wynik 6 pkt. i o pół punktu pokonując Illa Nyżnyk.
Najwyższy ranking w dotychczasowej karierze osiągnął 1 listopada 2019, z wynikiem 2712 punktów.